# Imanol Ayestarán
Pour les articles homonymes, voir Ayestaran.
Ayestarán  Odriozola est un nom espagnol. Le premier nom de famille, en général paternel, est Ayestarán ; le second, en général maternel, souvent omis, est Odriozola.
Imanol Ayestarán Odriozola (né le 10 novembre 1974, à Saint-Sébastien) est un coureur cycliste espagnol, actif dans les années 1990 et 2000.

## Biographie
Imanol Ayestarán est originaire de Saint-Sébastien, une ville située dans la communauté autonome du Pays basque. Son père Antonio a lui aussi été coureur cycliste, tout comme son petit frère Patxi. 
Après de bonnes performances chez les amateurs, il passe professionnel en 2000 au sein de la formation Relax-Fuenlabrada. Son meilleur résultat est une sixième place sur une étape du Tour d'Andalousie en 2001. Il a également évolué au sein de la formation américaine Webcor en 2004, aux côtés notamment de Chris Horner. Lors de cette période, il se classe sixième de la Sea Otter Classic. 
Une foire retiré des pelotons, il se lance dans le marathon. Marié et père de trois enfants, il a rencontré son épouse Morgan durant son séjour sur le territoire américain.

## Palmarès
- 1994
  - Trofeo Ayuntamiento de Huarte
- 1998
  - 3e du championnat du Pays basque
- 1999
  - Premio San Pedro
  - San Bartolomé Saria
  - 3e du Xanisteban Saria
  - 3e de la Leintz Bailarari Itzulia